# Apogonichthyoides miniatus
Apogonichthyoides miniatus är en fiskart som beskrevs av John Fraser 2010. Apogonichthyoides miniatus ingår i släktet Apogonichthyoides och familjen Apogonidae. Inga underarter finns listade i Catalogue of Life.